# 다일록현
다일록현(베트남어: Huyện Đại Lộc / 縣大祿)은 베트남 남중부 지방 꽝남성의 현이다.

## 행정 구역
다일록현은 1시진, 17사를 관할하고 있다.

### 시진
- 아이응이어 시진 (Thị trấn Ái Nghĩa, 愛義市鎭)

### 사
- 다이안 사 (Xã Đại An, 大安社)
- 다이짜인 사 (Xã Đại Chánh, 大政社)
- 다이끄엉 사 (Xã Đại Cường, 大强社)
- 다이동 사 (Xã Đại Đồng, 大同社)
- 다이히엡 사 (Xã Đại Hiệp, 大協社)
- 다이화 사 (Xã Đại Hòa, 大和社)
- 다이홍 사 (Xã Đại Hồng, 大鴻社)
- 다이흥 사 (Xã Đại Hưng, 大興社)
- 다이라인 사 (Xã Đại Lãnh, 大岭社)
- 다이민 사 (Xã Đại Minh, 大明社)
- 다이응이어 사 (Xã Đại Nghĩa, 大義社)
- 다이퐁 사 (Xã Đại Phong, 大豊社)
- 다이꽝 사 (Xã Đại Quang, 大光社)
- 다이선 사 (Xã Đại Sơn, 大山社)
- 다이떤 사 (Xã Đại Tân, 大新社)
- 다이탕 사 (Xã Đại Thắng, 大勝社)
- 다이타인 사 (Xã Đại Thạnh, 大盛社)